# Il passato è una bestia feroce
Il passato è una bestia feroce è il primo romanzo thriller del giornalista e scrittore Massimo Polidoro, edito da Edizioni Piemme nel 2015. Il romanzo ha vinto il premio letterario NebbiaGialla per l'anno 2015.
Ha avuto un seguito, Non guardare nell'abisso (2016).

## Trama
Bruno Jordan è un noto giornalista della rivista "Krimen", in crisi per la recente rottura con la sua fidanzata e per l'atmosfera soffocante che deve affrontare in redazione. Un giorno riceve una misteriosa lettera, scritta trentatré anni prima dalla piccola Monica Ferreri, allora compagna di scuola e amica di Bruno, prima di sparire senza lasciare tracce. 
Bruno non si lascia sfuggire l'occasione offertagli da quella lettera per allontanarsi da Milano e tornare nei luoghi della sua infanzia, dove indagherà sulla fine di Monica con l'aiuto della giovane donna maresciallo Costanza Piras.